# Arnošt Freissler
Arnošt Freissler (20. prosince 1836, Odry – 19. dubna 1908, Opava, rodným jménem německy Ernst Freissler, byl slezsko-rakouský lékař, zasloužil se o rozvoj zdravotnictví na Opavsku.

## Život
Narodil se do rodiny soukeníka Jana Freisslera a jeho manželky Karoliny, rozené Trampusové. Vystudoval lékařství na Vídeňské univerzitě (absolvoval 1862). Následně působil ve Všeobecné nemocnici města Vídně v  chirurgickém institutu. Roku 1865 nastoupil v Opavě do tehdejší nemocnice (Heiderichův institut), kde se o tři roky později stal primářem a ředitelem. Během svého působení věnoval velké úsilí zvýšení lůžkové kapacity nemocnice. Později pro tyto účely získal objekt s 20 lůžky určenými pro pacienty v rekonvalescenci. Toto opatření sice situaci zmírnilo, avšak nevyřešilo. 
Později zaměřil své úsilí na vybudování moderní nemocnice. Jeho záměr byl v roce 1894 schválen zemskou samosprávou a v letech 1898-1900 probíhala již výstavba nemocnice. V Opavě následně vzniklo na svou dobu nezvykle velké léčebné zařízení, čítající přes 18 objektů, volně rozptýlených v nemocničním areálu. K dispozici bylo v té době již 273 lůžek. Nemocnice byla zpřístupněna veřejnosti 2. 12. 1900 a získala název Slezská zemská nemocnice. Arnošt Freissler byl jejím ředitelem do konce roku 1904, kdy odešel do důchodu.
Arnošt Freissler byl také v letech 1876–1904 předsedou Slezské zemské zdravotní rady a 1895–1904 členem opavské městské rady. Zasloužil se o vznik Opavského lékařského klubu.
Měl manželku Johanu Hedviku a dva syny. Roberta Viktora (1877–1950), který byl právník, poslanec říšské rady, v letech 1918–1923 člen Německo-rakouského národního shromáždění, 1918]zemský hejtman provincie Sudetsko (viz Sudety) a člen Německo-rakouské mírové delegace. Druhý syn Ernst Wolfgang (1884–1937) byl úředník, redaktor a spisovatel. Pod pseudonymem E. W. Günter psal především prózu.